# Liste der Stolpersteine in Prati und Della Vittoria

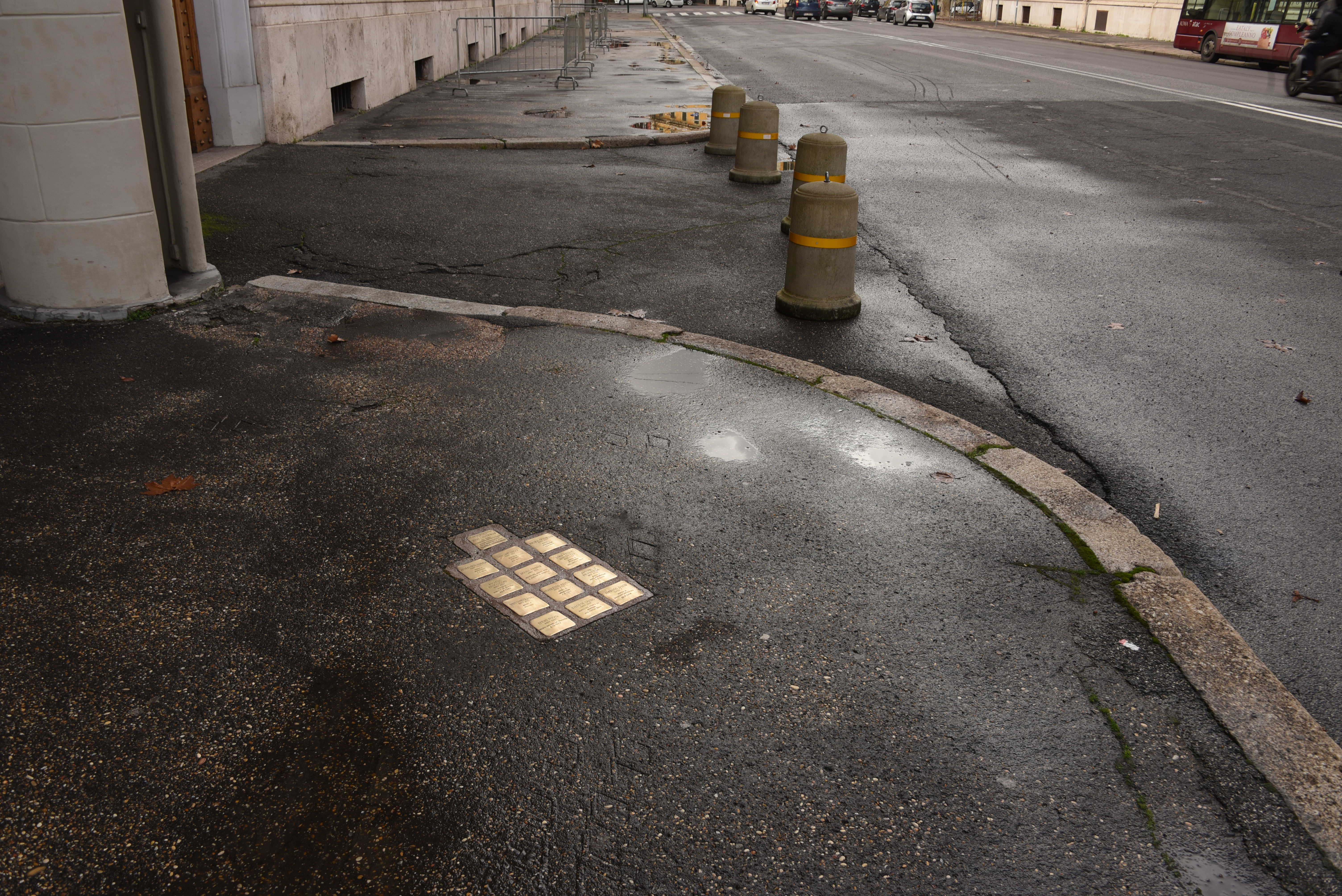
Stolpersteine vor der Scuola Allievi Carabinieri

Die Liste der Stolpersteine in Prati und Della Vittoria enthält die Stolpersteine, die vom Kölner Künstler Gunter Demnig in Prati und  Della Vittoria, gelegen im Municipio I von Rom, verlegt wurden. Stolpersteine erinnern an das Schicksal der Menschen, die von den Nationalsozialisten ermordet, deportiert, vertrieben oder in den Suizid getrieben wurden.
Stolpersteine liegen im Regelfall vor dem letzten selbstgewählten Wohnsitz des Opfers. Die ersten Verlegungen in Rom erfolgten am 28. Januar 2010. Die italienische Übersetzung des Begriffes Stolpersteine lautet: pietre d’inciampo.

## Liste der Stolpersteine

### Prati
In Prati, dem Rione XXII von Rom, wurden bisher 45 Stolpersteine an 17 Adressen verlegt.
Die Tabelle ist teilweise sortierbar; die Grundsortierung erfolgt alphabetisch nach dem Familiennamen.
| Stolperstein | Übersetzung | Verlegeort                            | Name, Leben                          |
| ------------ | --- | ------------------------------------- | ------------------------------------ |
|              | HIER WOHNTE CESARE ASTROLOGO GEBOREN 1903 VERHAFTET 15.3.1944 ERMORDET FOSSE ARDEATINE 24.3.1944                                           | Via Vespasiano, 17                    | Cesare Astrologo                     |
|              | HIER WOHNTE CLARA BAROCCIO EFRATI GEBOREN 1891 VERHAFTET 16.10.1943 DEPORTIERT AUSCHWITZ GESTORBEN UNBEKANNTEN ORTS UNBEKANNTEN ZEITPUNKTS | Via Germanico, 96                     | Clara Baroccio Efrati                |
|              | HIER WOHNTE VIRGINIA BAROCCIO IN PIPERNO GEBOREN 1885 VERHAFTET 16.10.1943 DEPORTIERT AUSCHWITZ ERMORDET 23.10.1943                        | Viale Giulio Cesare, 223              | Virginia Baroccio In Piperno         |
|              | HIER WOHNTE DANTE CALÓ GEBOREN 1890 VERHAFTET 13.1.1944 DEPORTIERT AUSCHWITZ GESTORBEN UNBEKANNTEN ORTS UNBEKANNTEN ZEITPUNKTS             | Via Marianna Dionigi, 17              | Dante Calò                           |
|              | HIER WOHNTE ENZO CAMERINO GEBOREN 1928 VERHAFTET 16.10.1943 DEPORTIERT AUSCHWITZ BEFREIT                                                   | Viale delle Milizie, 11A              | Enzo Camerino                        |
|              | HIER WOHNTE ITALO CAMERINO GEBOREN 1893 VERHAFTET 16.10.1943 DEPORTIERT AUSCHWITZ ERMORDET 5.1.1944 JAWISCHOWITZ                           | Viale delle Milizie, 11A              | Italo Camerino                       |
|              | HIER WOHNTE LUCIANO CAMERINO GEBOREN 1926 VERHAFTET 16.10.1943 DEPORTIERT AUSCHWITZ BEFREIT                                                | Viale delle Milizie, 11A              | Luciano Camerino                     |
|              | HIER WOHNTE WANDA CAMERINO GEBOREN 1918 VERHAFTET 16.10.1943 DEPORTIERT AUSCHWITZ TOT 20.5.1944 AN EINEM UNBEKANNTEN ORT                   | Viale delle Milizie, 11A              | Wanda Camerino                       |
|              | HIER WOHNTE SALVATORE CANALIS GEBOREN 1908 VERHAFTET 14.3.1944 ERMORDET 24.3.1944 FOSSE ARDEATINE                                          | Piazza dei Prati degli Strozzi, 23    | Salvatore Canalis                    |
|              | HIER WOHNTE GIULIA DI CORI GEBOREN 1894 VERHAFTET 16.10.1943 DEPORTIERT AUSCHWITZ ERMORDET 20.5.1944                                       | Viale delle Milizie, 11A              | Giulia Di Cori                       |
|              | HIER WOHNTE SETTIMIO RENATO DI CORI GEBOREN 1899 VERHAFTET 16.10.1943 DEPORTIERT AUSCHWITZ ERMORDET 23.10.1943                             | Viale delle Milizie, 11A              | Settimio Renato Di Cori              |
|              | HIER WURDE VERHAFTET 1.2.1944 OTELLO DI PEPPE D'ALCIDE GEBOREN 1890 ERMORDET 24.3.1944 ARDEATINISCHE HÖHLEN                                | Via Silla, 6                          | Otello Di Peppe D'Alcide (1890–1944) |
|              | HIER WOHNTE AUGUSTO EFRATI GEBOREN 1916 VERHAFTET 16.4.1944 DEPORTIERT AUSCHWITZ GESTORBEN 19.3.1945 GROSS ROSEN                           | Via Germanico, 96                     | Augusto Efrati                       |
|              | HIER WOHNTE GIUSEPPE EFRATI GEBOREN 1880 VERHAFTET 16.10.1943 DEPORTIERT AUSCHWITZ ERMORDET 23.10.1943                                     | Via Germanico, 96                     | Giuseppe Efrati                      |
|              | HIER WOHNTE ALDO ELUISI GEBOREN 1898 VERHAFTET 2.3.1944 ERMORDET 24.3.1944 ARDEATINISCHE HÖHLEN                                            | Via San Tommaso d'Aquino, 32 Q. XXIII | Aldo Eluisi (1898–1944)              |
|              | HIER WOHNTE ANGELO MILANO GEBOREN 1870 VERHAFTET 16.10.1943 DEPORTIERT AUSCHWITZ ERMORDET 23.10.1943                                       | Via Cola di Rienzo, 173               | Angelo Milano                        |
|              | HIER WOHNTE GIULIO MORTERA GEBOREN 1870 VERHAFTET 16.10.1943 DEPORTIERT AUSCHWITZ ERMORDET 23.10.1943                                      | Viale Giulio Cesare 95                | Giulio Mortera                       |
|              | HIER WOHNTE JOLE MORTERA GEBOREN 1904 VERHAFTET 16.10.1943 DEPORTIERT AUSCHWITZ ERMORDET UNBEKANNTEN ORTS UNBEKANNTEN ZEITPUNKTS           | Viale Giulio Cesare 95                | Jole Mortera                         |
|              | HIER WOHNTE UGO NOVELLI GEBOREN 1915 VERHAFTET 5.5.1944 DEPORTIERT AUSCHWITZ ERMORDET 6.10.1944                                            | Viale Giulio Cesare, 109              | Ugo Novelli (1915–1944)              |
|              | HIER WOHNTE SARA PAPO GEBOREN 1884 VERHAFTET 16.10.1943 DEPORTIERT AUSCHWITZ ERMORDET                                                      | Via della Giuliana, 133               | Sara Papo (1884–1943/45)             |
|              | HIER WOHNTE CAMILLA PIAZZA SED GEBOREN 1892 VERHAFTET 16.10.1943 DEPORTIERT AUSCHWITZ ERMORDET                                             | Viale Giulio Cesare, 62               | Camilla Piazza Sed (1892–1943/45)    |
|              | HIER WOHNTE EMMA PIAZZA SED GEBOREN 1890 VERHAFTET 16.10.1943 DEPORTIERT AUSCHWITZ ERMORDET                                                | Viale Giulio Cesare, 62               | Emma Piazza Sed (1890–1943/45)       |
|              | HIER WOHNTE AUGUSTO PIPERNO GEBOREN 1874 VERHAFTET 16.10.1943 DEPORTIERT AUSCHWITZ ERMORDET 23.10.1943                                     | Viale Giulio Cesare, 223              | Augusto Piperno                      |
|              | HIER WOHNTE ALFREDO SANSOLINI GEBOREN 1897 VERHAFTET 14.3.1944 ERMORDET 24.3.1944 FOSSE ARDEATINE                                          | Viale Giulio Cesare, 71               | Alfredo Sansolini                    |
|              | HIER WOHNTE VIRGINIA SCAZZOCCIO IN MORTERA GEBOREN 1866 VERHAFTET 16.10.1943 DEPORTIERT AUSCHWITZ ERMORDET 23.10.1943                      | Viale Giulio Cesare 95                | Virginia Scazzocchio In Mortera      |
|              | HIER WOHNTE PELLEGRINO SERMONETA GEBOREN 1882 VERHAFTET 16.10.1943 DEPORTIERT AUSCHWITZ ERMORDET 23.10.1943                                | Viale Giulio Cesare, 62               | Pellegrino Sermonet (1882–1943)      |
|              | HIER WOHNTE GINA SONNINO GEBOREN 1892 VERHAFTET 16.10.1943 DEPORTIERT AUSCHWITZ ERMORDET                                                   | Viale Giulio Cesare, 109              | Gina Sonnino (1892–1943)             |
|              | HIER WOHNTE ENRICA TAGLIACOZZO IN VENEZIANI GEBOREN 1868 VERHAFTET 16.10.1943 DEPORTIERT AUSCHWITZ ERMORDET 23.10.1943                     | Viale delle Milizie, 15               | Enrica Tagliacozzo In Veneziani      |
|              | HIER WOHNTE GINO TAGLIACOZZO GEBOREN 1897 VERHAFTET 14.2.1944 DEPORTIERT AUSCHWITZ ERMORDET                                                | Via Buccari, 10                       | Gino Tagliacozzo                     |
|              | HIER WOHNTE FEDERICO UBERTI GEBOREN 1880 VERHAFTET 20.12.1943 DEPORTIERT MAUTHAUSEN ERMORDET 5.10.1944 HARTHEIM                            | Via Germanico, 172                    | Federico Uberti (1880–1944)          |
|              | HIER WOHNTE ALDO VENEZIANI GEBOREN 1899 VERHAFTET 16.10.1943 DEPORTIERT AUSCHWITZ GESTORBEN DEZEMBER 1944                                  | Viale delle Milizie, 15               | Aldo Veneziani                       |
|              | HIER WOHNTE DARIO VENEZIANI GEBOREN 1901 VERHAFTET 16.10.1943 DEPORTIERT AUSCHWITZ GESTORBEN DEZEMBER 1944                                 | Viale delle Milizie, 15               | Dario Veneziani                      |

#### Scuola Allievi Carabinieri
Vor der Akademie der Carabinieri liegen 13 Stolpersteine, die an die Verschleppung von 2.000 Kadetten und Polizisten im Jahr 1943 durch deutsche Truppen erinnern. Diese Adresse zählt zum Rione XXII Prati.
Die Tabelle ist teilweise sortierbar; die Grundsortierung erfolgt alphabetisch nach dem Familiennamen.
| Stolperstein | Übersetzung | Verlegeort                        | Name, Leben            |
| ------------ | --- | --------------------------------- | ---------------------- |
|              | VON HIER WURDEN DEPORTIERT AM 7.10.1943 2000 CARABINIERI IN LAGER IN DEUTSCHLAND, ÖSTERREICH, POLEN EINIGE WURDEN ERMORDET VIELE STARBEN AN HUNGER, KRANKHEITEN UND MISSHANDLUNGEN | Via Carlo Alberto Dalla Chiesa, 3 | 2000 Carabinieri       |
|              | ATTILIO BELLAGAMBA GEBOREN 1922 GESTORBEN IN WOLFSBERG 1.6.1944 | Via Carlo Alberto Dalla Chiesa, 3 | Attilio Bellagamba     |
|              | GIACOMO BOCCI GEBOREN 1918 GESTORBEN IN DACHAU 3.5.1945 | Via Carlo Alberto Dalla Chiesa, 3 | Giacomo Bocci          |
|              | NICOLA CICCHIELLO GEBOREN 1924 GESTORBEN IN WOLFSBERG 16.4.1944 | Via Carlo Alberto Dalla Chiesa, 3 | Nicola Cicchiello      |
|              | MICHELE CROCCUCCIO GEBOREN 1924 GESTORBEN IN MÜNCHEN 12.9.1944 | Via Carlo Alberto Dalla Chiesa, 3 | Michele Croccuccio     |
|              | VALDO DE SANTIS GEBOREN 1924 GESTORBEN IM LAGER 55 ÖSTERREICH IM MÄRZ 1945 | Via Carlo Alberto Dalla Chiesa, 3 | Valdo De Santis        |
|              | ANTONIO DI PIETROMICCA GEBOREN 1925 GESTORBEN IN GRAZ / PUNTIGAM 1.4.1945 | Via Carlo Alberto Dalla Chiesa, 3 | Antonio Di Pietromicca |
|              | NOBILE FIMIANI GEBOREN 1925 UMGEBRACHT IM LAGER 3662 IN MÜNCHEN | Via Carlo Alberto Dalla Chiesa, 3 | Nobile Fimiani         |
|              | LUIGI ETTORE MARCHETTO GEBOREN 1924 GESTORBEN IN WOLFSBERG IM JULI 1944 | Via Carlo Alberto Dalla Chiesa, 3 | Luigi Ettore Marchetto |
|              | VITO MARZILIANO GEBOREN 1923 GESTORBEN IN FREISING | Via Carlo Alberto Dalla Chiesa, 3 | Vito Marziliano        |
|              | FRANCESCO PAPEO GEBOREN 1924 GESTORBEN IN WOLFSBERG 4.5.1944 | Via Carlo Alberto Dalla Chiesa, 3 | Francesco Papeo        |
|              | EFISIO ROSAS GEBOREN 108 UMGEBRACHT WÄHREND DER ÜBERSTELLUNG 8.10.1943 | Via Carlo Alberto Dalla Chiesa, 3 | Efisio Rosas           |
|              | ARMANDO ZANCO GEBOREN ? GESTORBEN IN BRUNDORF / MARBURG 19.7.1944 | Via Carlo Alberto Dalla Chiesa, 3 | Armando Zanco          |

### Della Vittoria
Della Vittoria ist ein Quartiere im Nordwesten Roms, angrenzend an den Rione XXII Prati, und wird als Q. II bezeichnet. Es gehört teils zum Municipio I, teils zum Municipio XIV. Die bislang verlegten Stolpersteine von Della Vittoria liegen alle im Municipio I.
Bisher wurden hier acht Stolpersteine an vier Adressen verlegt.
Die Tabelle ist teilweise sortierbar; die Grundsortierung erfolgt alphabetisch nach dem Familiennamen.
| Stolperstein | Übersetzung | Verlegeort               | Name, Leben          |
| ------------ | --- | ------------------------ | -------------------- |
|              | HIER WOHNTE PIERA FIORENTINI GEBOREN 1922 VERHAFTET 16.10.1943 DEPORTIERT AUSCHWITZ GESTORBEN ZEITPUNKT UNBEKANNT                         | Via Antonio Chinotto, 1  | Piera Fiorentini     |
|              | HIER WOHNTE SALVATORE FIORENTINI GEBOREN 1885 VERHAFTET 16.10.1943 DEPORTIERT AUSCHWITZ GESTORBEN UNBEKANNTEN ORTS UNBEKANNTEN ZEITPUNKTS | Via Antonio Chinotto, 1  | Salvatore Fiorentini |
|              | HIER WOHNTE MAURIZIO GIGLIO GEBOREN 1920 AUS POLITISCHEN GRÜNDEN VERHAFTET AM 17.3.1944 ERMORDET FOSSE ARDEATINE 24.3.1944                | Largo della Gancia, 1    | Maurizio Giglio      |
|              | HIER WOHNTE MARCELLO MENDES GEBOREN 1915 VERHAFTET 16.10.1943 DEPORTIERT AUSCHWITZ ERMORDET                                               | Viale delle Milizie, 140 | Marcello Mendes      |
|              | HIER WOHNTE MAURIZIO MENDES GEBOREN 1876 VERHAFTET 16.10.1943 DEPORTIERT AUSCHWITZ ERMORDET                                               | Viale delle Milizie, 140 | Maurizio Mendes      |
|              | HIER WOHNTE UMBERTO MENDES GEBOREN 1923 VERHAFTET 16.10.1943 DEPORTIERT AUSCHWITZ ERMORDET                                                | Viale delle Milizie, 140 | Umberto Mendes       |
|              | HIER WOHNTE ELDA PIATTELLI GEBOREN 1901 VERHAFTET 16.10.1943 DEPORTIERT AUSCHWITZ GESTORBEN ZEITPUNKT UNBEKANNT                           | Via Antonio Chinotto, 1  | Elda Piatelli        |
|              | HIER WOHNTE FRITZ WARSCHAUER GEBOREN 1877 VERHAFTET 21.12.1943 DEPORTIERT AUSCHWITZ ERMORDET 10.4.1944                                    | Via Monte Zebio, 40      | Fritz Warschauer     |

## Verlegedaten
- 28. Januar 2010: Via Carlo Alberto Dalla Chiesa 3
- 13. Januar 2011: Via Germanico 96
- 9. Januar 2012: Via Germanico 96, Viale Giulio Cesare 223, Via Monte Zebio 40
- 15. Januar 2013: Via Antonio Chinotto 1, Viale delle Milizie 15, Viale Giulio Cesare 95
- 14. Januar 2014: Via Marianna Dionigi, 17
- 7. Januar 2015: Largo della Gancia 1, Viale delle Milizie 11A, Via Vespasiano 17
- 11. Januar 2016: Viale delle Milizie 140, Viale Giulio Cesare 71
- 14. Januar 2020: Piazza Prati degli Strozzi 23, Via Buccari 10
- 20. Januar 2022: Via Cola di Rienzo 173[1]
- 9. Januar 2023: Via Germanico, 162; Viale Giulio Cesare, 62; Via San Tommaso D’Aquino, 32; Via Silla, 6
- 8. Januar 2024: Via della Giuliana, 133; Viale Giulio Cesare, 109